# ジ・アセンション
ジ・アセンション(The Ascension)は、アメリカ合衆国のプロレス団体WWEにて活動しているプロレスラーのユニット。

## メンバー
第一次The Ascension
- コナー・オブライエン（Conor O'Brian）
- ケネス・キャメロン（Kenneth Cameron）
- ティト・コロン（Tito Colon）
- ラクエル・ディアス（Raquel Diaz）
- リカルド・ロドリゲス（Ricardo Rodriguez）

第二次The Ascension
- コナー・オブライエン
- ケネス・キャメロン

第三次The Ascension/The Awakening
- コナー・オブライエン → コナー（Konnor）
- リック・ビクター（Rick Victor）→ ビクター（Viktor）

## 来歴

### FCW

#### 第一次The Ascension
2011年8月28日、WWEでアルベルト・デル・リオの専属リングアナウンサーとして活動する傍ら、傘下団体のFCWにてレスラー兼ブローダス・クレイのマネージャーを務めていたリカルド・ロドリゲスがデル・リオの父親が運営する店舗の従業員たちの集団という呈でジ・アセンション(The Ascension)を結成。当初はデル・リオの部下、またはボディガードに当たるギミックの為にティト・コロン、ラクエル・ディアスを中心としたラテン系ユニットであり、9月1日にリカルドとラクエルをセコンドに従えてコナー・オブライエン & ケネス・キャメロン & ティト vs CJパーカー & ドニー・マーロウ & ジョニー・カーティスの6人制タッグマッチでデビューし、勝利を飾った。幸先の良いデビュー戦を行ったもののロドリゲスはWWEでの活動が中心となったことによりFCWに出場することがなくなりデル・リオの部下というギミックは頓挫。新たに怪奇派ダーク系のギミックへと変更となり、ヒールとして特色をより一層引き立てるようにしたが10月にはティトがWWEに昇格し、プリモとタッグを組んだことによりユニットから脱退となった。メンバーが3人へと減少したが、ラクエルが11月にクイーン・オブ・FCW、12月にFCWフロリダディーヴァズ王座を獲得する活躍を見せたが、結局のところユニットから脱退することになった。

### NXT

#### 第二次The Ascension
リカルド、ティト、ラクエルといったラテン系レスラーが全員がユニットから脱退し、オブライエンとキャメロンの2人になったジ・アセンションはしばらく活動を停止。2012年3月に新たにプロモーションを行うようになり活動を再開。本格的にタッグ戦線に乗り込み、5月にはFCWと新人発掘番組であったWWE NXTが統合して新生NXTの初回放送にデビューし、マイク・ダルトン & CJパーカーから圧勝した。6月27日にはウーソズとの対戦において勝利して挑発したことから因縁が生まれ抗争へと展開。約半年間の長期間の争いで圧倒的な力を見せた。しかし11月22日にキャメロンが飲酒運転と暴行罪で逮捕されたことが発覚。2011年1月にも飲酒運転で逮捕されていた前歴も重なりウェルネスポリシー違反となってWWEから解雇となった。この事件により第二次ジ・アセンションは自然解散という形で終焉を迎えた。

#### 第三次The Ascension
キャメロン解雇後、オブライエンはシングルプレーヤーとして転向するもジ・アセンションのギミックは継続（キャメロンもWWE解雇後、インディー団体で活動するようになって参戦する団体によってはジ・アセンションのギミックを使用している）。NXT王座を巡ってビッグ・E・ラングストンやコリー・グレイブスと抗争したがNXT王座を奪取することができなかった。ラングストンとの抗争後、フリーランスやインディー団体で活動するレスラーたちとスカッシュマッチを行っていたオブライエンであったが試合後にNXTに長らく出番のなかったリック・ビクターが登場するようになり、7月3日のNXTにてアンディ・ベイカーに圧勝したオブライエンが勝ち名乗りを上げたところにビクターが登場。そのままリングへと上がり、オブライエンは動じる様子もなくビクターと結託し、ジ・アセンションを復活した。8月よりNXTタッグ王座を奪取することを目論み、当時NXTタッグ王者であったエイドリアン・ネヴィル & コリー・グレイブスを標的にして抗争を開始。同月28日にバックステージにてグレイブスを襲撃して負傷させたことによりタッグ王座奪取への距離を短くし、9月25日のタッグ王座挑戦権を懸けたタッグターモイルマッチに勝利。そして10月2日の王座戦にて勝利し、同王座を奪取した。11月よりコナー・オブライエンはコナー（Konnor）、リック・ビクターはビクター（Viktor）へとリングネームを変更。同月よりフニコ & カマーチョと抗争を開始。
2014年1月8日、トルネードタッグマッチによる決着戦が行い勝利し、抗争は終了となった。2月27日、WWE Network開局記念にNXT初の特番、arRIVALにて往年の名タッグチームであるトゥー・クール（スコッティ・2・ホッティ & グランマスター・セクセイ）と対戦。老獪且つ変則的な戦法に翻弄されるも、終盤にはビクターがスコッティによるワームを阻止し、フォール・オブ・マンを決めて勝利した。arRIVAL以降、ジョバーチームとのスカッシュマッチを続け、5月29日にはPPV、Takeoverではエル・ローカル & カリストを相手に防衛戦を行い、体格差を生かした戦法で押し切って勝利した。9月9日、Main Eventに出場し、ロス・マタドーレス（ディエゴ & フェルナンド）と対戦してフォール・オブ・マンを決めて勝利した。同月11日、Takeover Fatal 4 WayにてNXTタッグ王座挑戦権争奪トーナメントにて優勝したルチャドラゴンズ（カリスト & シン・カラ）と王座戦を行うが敗戦し、タッグ王座を陥落。また、同日にNXTデビューにおいてマイクパフォーマンスをしたヒデオ・イタミに対して因縁をつけて襲撃するも返り討ちにされた。10月2日、ビクターがヒデオ・イタミとシングルマッチを行う予定であったが入場してリング内へ入ると同時にセコンドであるコナーと共にヒデオを襲撃。レフェリー達が割って入るも事態を収拾する事ができなかった。同月9日には再びビクター vs ヒデオのカードが組まれて対戦するが、ドロップキックを決められ敗戦。試合後にコナーがヒデオの応援者であるフナキを捕まえ、痛めつける事でヒデオの気を取り、ビクターが復讐。そしてヒデオをロープに挟め、フナキにフォール・オブ・マンを見舞った。何度も襲撃されるヒデオは遂に11月6日にフィン・ベイラーを連れて登場。12月11日、Takeover R Evolutionにてコスチュームを変更したヒデオ、ボディペイントとフェイスペイントを施したベイラーに臆する場面があったが、試合では中盤までコントロールした。しかし、最終的にはベイラーとヒデオによるダイビング・フット・スタンプを決められて敗戦した。

### WWE
2014年12月12日、SmackDownにてフェイスペイントを施した姿で登場を予告するプロモーションを行った。12月30日、RAWにてミズ & ミズドウ（ザ・ミズ & ダミアン・ミズドウ）を相手にWWEデビュー戦を行い、フォール・オブ・マンを決めて勝利した。
2015年1月より開催する地域を拠点とするインディーレスラーを相手に連勝を重ねる。同月5日のRAWではリージョン・オブ・ドゥーム、デモリッションといったタッグチームを引き合いに出して自分達こそが本物だとアピール。最後にはリージョン・オブ・ドゥームの名台詞である"Oh What a Rush"で締めた。1月19日、RAWにてプロモーションで登場したnWo（ケビン・ナッシュ & スコット・ホール & X-PAC）のマイクパフォーマンス中に、X-PACのトークを遮るように登場。nWoと舌戦を繰り広げるが、それに触発された解説のジョン・ブラッドショー・レイフィールドがトレードマークのテンガロンハットとネクタイを取り、マイクを手にリング外を一周するかのようにしてアセンションの二人に対してマシンガントークを浴びせかけた。そして花道の入口に立つと徐に来ていたポロシャツを脱ぎ捨てた。その下からAPAのシャツが現れ、それを見た観客が大声援を送る中、バックステージからロン・シモンズが登場。二人がハグを交わした後APAとしてリングイン。アセンションの二人は二つのユニットに挟まれる形で対峙する羽目に陥る。更にバックステージからニュー・エイジ・アウトローズ（ジェシー・ジェイムス & ビリー・ガン）が登場。当初アウトローズはアセンションを持ち上げるトークを展開。会場がブーイングに包まれ出したその時、アセンションを襲撃。アウトローズ二人に弄ばれた上、コナーはリング下に放り出され、最後はビクターがブラッドショーのクローズライン・フロム・ヘルを喰らい轟沈した。1月25日に行われるPPV、Royal Rumble 2015にてニュー・エイジ・アウトローズと対戦する事が発表された。同月25日、Royal Rumble 2015にてニュー・エイジ・アウトローズと対戦。オールドスターでありながら万全の動きを見せる2人に苦戦するが最後にビリー・ガンにフォール・オブ・マンを決めて勝利した。3月29日、WrestleMania 31のアンドレ・ザ・ジャイアント・メモリアル・バトルロイヤルに出場。連携してマーク・ヘンリーに攻撃して脱落させ、続けてライバックも攻めるが2人まとめて抱えられて落とされ敗退した。9月10日、SmackDownにてルチャドラゴンズとの対戦中にスターダストが乱入し、カリストの気を引いているところをビクターがランニングSTOから最後にファール・オブ・マンを決めて勝利。このスターダストの乱入によりトリオユニット、コズミック・ウェイストランド（The Cosmic Wasteland）を結成。同月20日、Night of Champions 2015 Kickoffにてネヴィル & ルチャドラゴンズと対戦し、相手チームの3者息の合ったスピードと空中殺法に翻弄されながらも最後はスターダストがコーナーポストに立ったネヴィルにビクターを押し付け、クイーンズ・クロスボウを決めて勝利した。
2016年4月、コナーがウェルネスポリシーに関する違反を犯し60日間の出場停止処分を受ける。同月20日、WWE Liveにてビクターはコナーと同様に出場停止処分を受けたアダム・ローズの代役としてソーシャル・アウトキャストの新メンバーとして紹介された。

## 決め台詞
- We Will Rise
- We Are the Ascension
- Welcome to the Wasteland

## 獲得タイトル
WWE
- NXTタッグ王座 : 1回（コナー・オブライエン & リック・ビクター）

## 得意技
- ダウンキャスト

コナー・オブライエンとケネス・キャメロンの合体技。ジョーブリーカーからフラップジャックへと移行。
- フォール・オブ・マン

コナー・オブライエンとケネス・キャメロン及びリック・ビクターの合体技。キャメロンの場合はフライング・ニールキック、ビクターの場合はフライング・ヨーロピアン・アッパーカット。そしてオブライエンが水面蹴りを同時に放つ。

## 入場曲
- Rebellion - 現在使用中
- Let Battle Commence